# Embryogenese (Mensch)
|  | Dieser Artikel wurde aufgrund von formalen oder inhaltlichen Mängeln in der Qualitätssicherung Biologie zur Verbesserung eingetragen. Dies geschieht, um die Qualität der Biologie-Artikel auf ein akzeptables Niveau zu bringen. Bitte hilf mit, diesen Artikel zu verbessern! Artikel, die nicht signifikant verbessert werden, können gegebenenfalls gelöscht werden. Lies dazu auch die näheren Informationen in den Mindestanforderungen an Biologie-Artikel. |

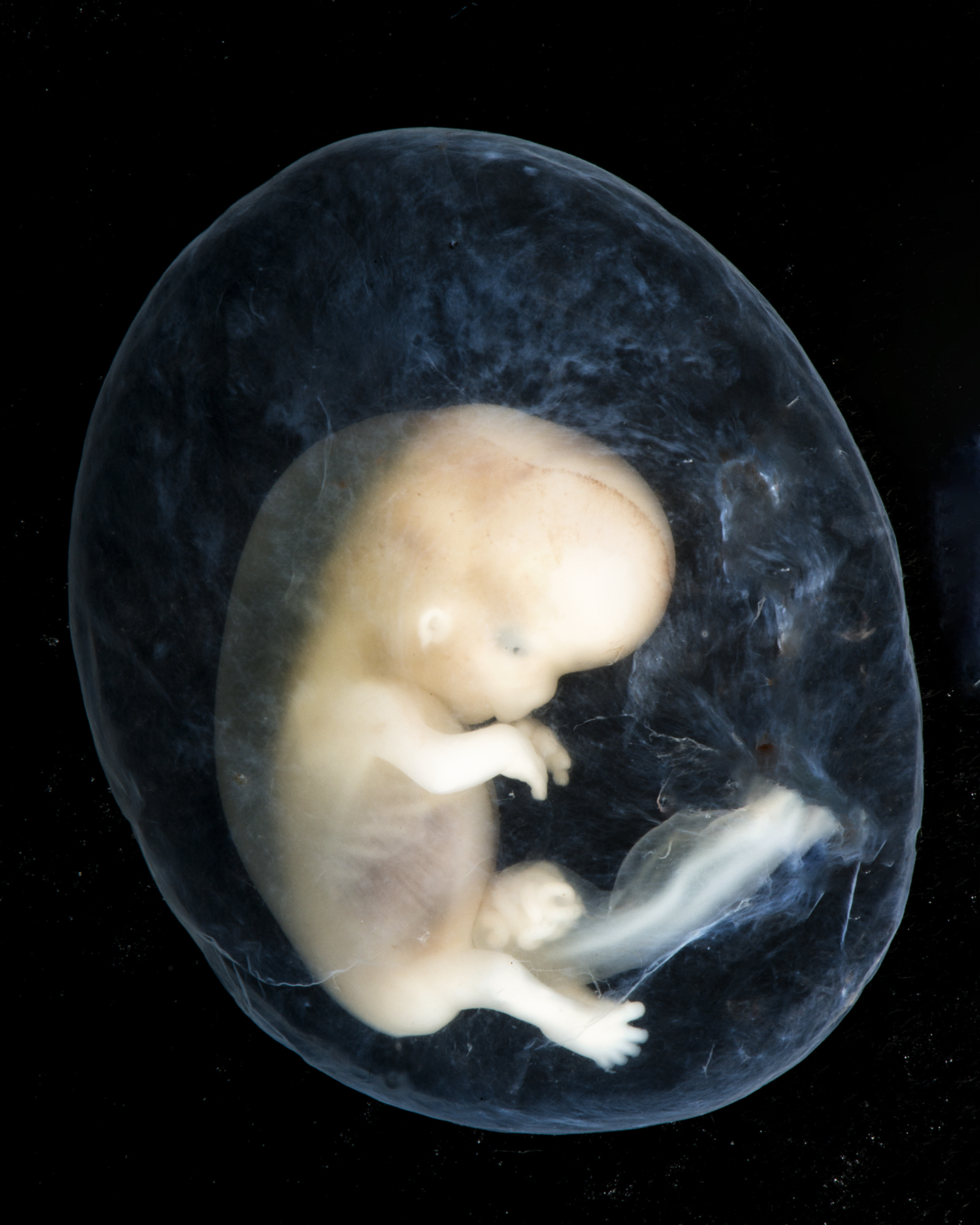
Menschlicher Embryo, etwa achte bis zehnte Woche nach Befruchtung

Unter Embryogenese (von altgriechisch ἔμβρυον émbryon, deutsch ‚ungeborene Leibesfrucht‘ und γένεσις genesis, deutsch ‚Entwicklung‘, ‚Entstehung‘) oder Embryonalentwicklung wird jene Phase der Keimesentwicklung verstanden, die von der befruchteten Eizelle (Zygote) über Furchung, Blastulation, Gastrulation und Neurulation zur Bildung der Organanlagen (der Organogenese) führt. Hierbei kommt es zu einem wesentlichen Wandel in der äußeren Gestalt des Embryoblasten und Embryos. Dieser Zeitraum heißt auch Embryonalperiode.

## Unterteilung in drei Phasen
1. Keimstadium:

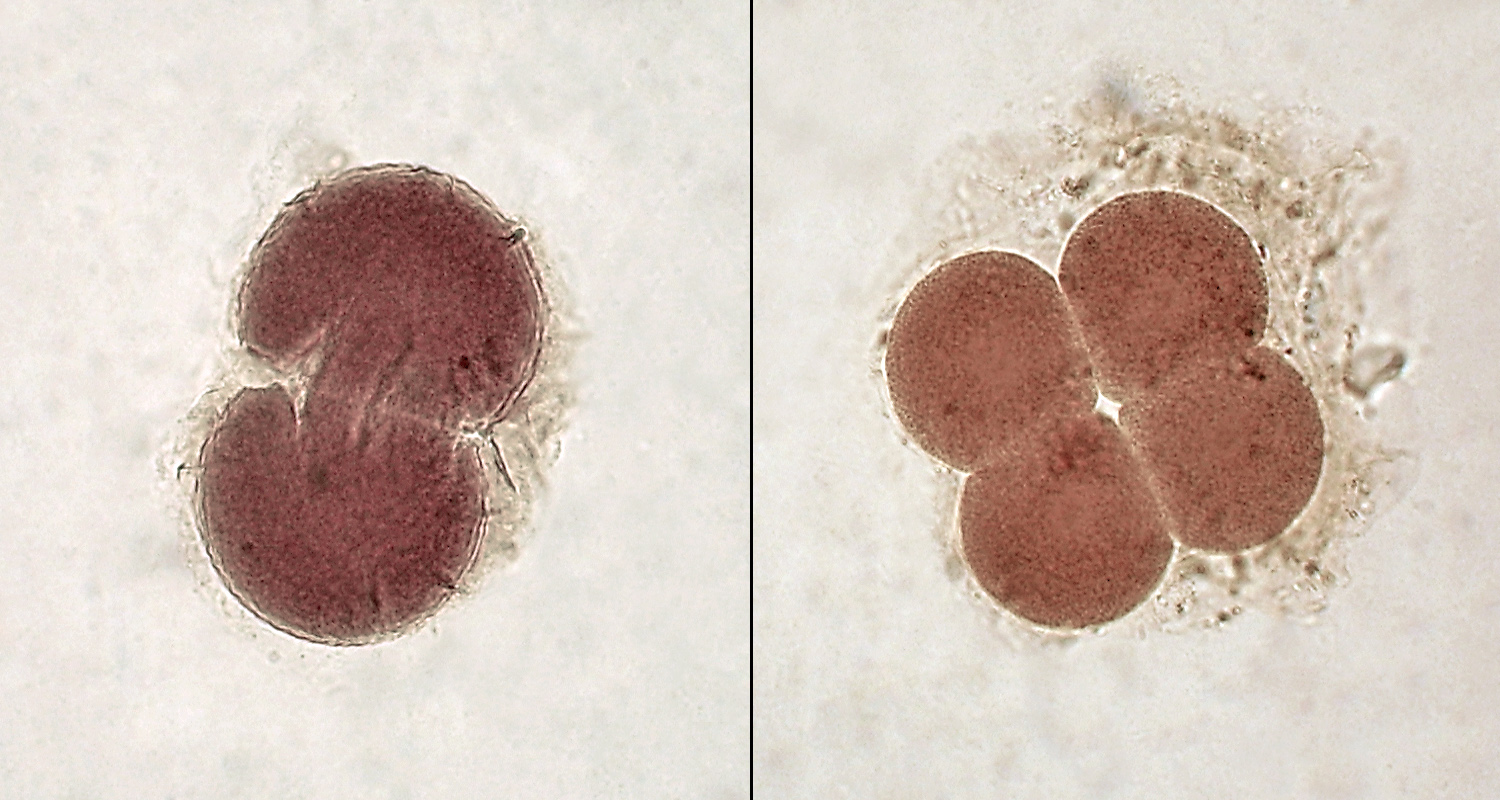
Menschlicher Embryo im 2-zelligen und im 4-zelligen Stadium zu Beginn der Keimphase

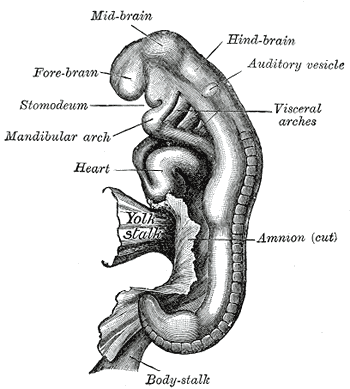
20 Tage alter Embryo

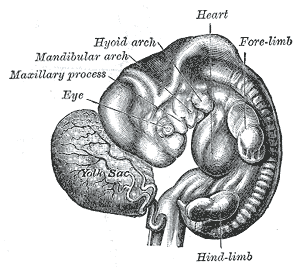
Etwa fünf Wochen alter Embryo

Bei den höheren Säugetieren (Plazentalia), zu denen auch der Mensch gehört, bezeichnet man die allererste embryonale Entwicklungsphase beginnend mit der befruchteten Eizelle (Zygote) bis zur Ausbildung der Keimblase (Blastozyste) als Keimstadium. Während des Keimstadiums wandert die Zygote durch den Eileiter in den Uterus. Im Entwicklungsstadium der Blastozyste nistet sie sich sodann am 5. bis 6. Entwicklungstag in die Gebärmutterschleimhaut ein.
2. Embryogenese:

Mit der Einnistung beginnt die Schwangerschaft. Der Embryo bildet Chorionzotten aus und nimmt durch die Plazenta Verbindung zum mütterlichen Blutkreislauf auf. Von nun an bezieht der Embryo durch die Plazenta Sauerstoff und Nährstoffe aus dem mütterlichen Blut, scheidet Kohlendioxid und andere auszuscheidende Stoffwechselprodukte über die Plazenta ins mütterliche Blut aus und gibt außerdem ab der Einnistung ein von ihm selbst gebildetes Hormon ins mütterliche Blut ab, das Human Chorion Gonadotropin (HCG). Beim Menschen ist die Phase der Embryogenese nach 8 Entwicklungswochen nach der Empfängnis (post conceptionem) abgeschlossen. Das Köpfchen nimmt die Hälfte der nun erreichten Körperlänge (SSL) von durchschnittlich 28–30 mm ein.
3. Fetalperiode:

Die Zeit ab dem Beginn des dritten Monats p.c. wird in der Medizin als Fetalperiode bezeichnet. Die weitere Entwicklung (Fetogenese) zeichnet sich durch schnelles Wachstum und zunehmende Differenzierung der Gewebe und Organe aus.
Die menschliche intrauterine Entwicklung lässt sich also in drei Hauptabschnitte untergliedern:
1. Die zelluläre Phase (Blastogenese) dauert bis zum 16. Gestationstag.
2. Die embryonale Phase, die Embryogenese im engeren Sinne, dauert vom 16. bis zum 60. Gestationstag.
3. Die fetale Phase (Fetogenese) dauert vom 61. Gestationstag bis zur Geburt.

Die Erforschung der Embryogenese ist Aufgabe der Embryologie.

## Blastogenese

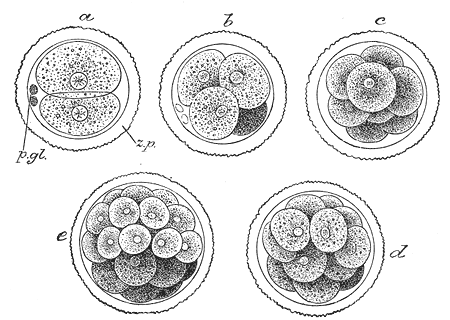
Teilungen von 2 bis 32 Zellstadium (Morula) beim Menschen; z.p. = Zona pellucida, p.gl. = Polkörper

### Zellentwicklung
Nach der Befruchtung verschmelzen die Kerne beider Keimzellen zu einem  (Karyogamie), der sich mitotisch teilt, bevor sich dann die Zygote teilt. Die aus der Teilung hervorgehenden Tochterzellen bleiben in engem Kontakt miteinander und teilen sich wieder. Auf das 2-Zell-Stadium nach der ersten Teilung folgt so das 4-Zell-Stadium nach dem zweiten Teilungsschritt, und nach einem weiteren das 8-Zell-Stadium. Diese ersten Teilungsschritte folgen rasch aufeinander und verlaufen synchron; sie werden als Furchungen bezeichnet und führen zu einer Zellvermehrung ohne Zunahme des Gesamtvolumens. Mit wachsender Anzahl nimmt folglich die Größe der Zellen ab; damit entsteht ein kompaktes kugeliges Gebilde von ähnlicher Größe wie die Zygote, das jedoch aus vielen Zellen, den Keimteilen oder Blastomeren, besteht. Es wird als Maulbeerkeim oder Morula bezeichnet und hat am 4. Tag bis 32 Blastomeren.

Blastozyste

Innerhalb der Morula finden sich bald Zellen ohne Kontakt zur Oberfläche, die also von einer äußeren Zelllage umgeben werden. In der folgenden Entwicklung kommt es zu einer Differenzierung nach der Lage: die innere Zelllage wird zum Embryoblast, aus dem auch der eigentliche Embryo hervorgeht, die äußere wird zum Trophoblast, der den Keim in der Schleimhaut der Gebärmutter verankert und versorgt, durch Anlage der späteren Plazenta. Deutlich wird diese Unterscheidung mit Aufnahme von Flüssigkeit, die sich sammelt und so eine Höhle bildet im Keim, der nun als Blasenkeim oder Blastozyste bezeichnet wird.

### Nidation
Als Nidation oder Einnistung wird der Prozess bezeichnet, in dem sich der Embryo in die Gebärmutterschleimhaut absenkt, meist am 5.–6. Tag nach der Befruchtung.
In der zweiten Woche verwächst das Chorion mit der Plazenta.

## Embryogenese
Unter Embryogenese wird jene Phase der Keimentwicklung verstanden, die von der Gastrulation zur Bildung der Organanlagen (der Organogenese) führt und die einen wesentlichen Wandel in der äußeren Gestalt des Embryoblasten und Embryos bedingt. Dieser Zeitraum wird auch als Embryonalperiode bezeichnet. Sie dauert beim Menschen von der dritten bis zur achten Entwicklungswoche (p.c.).

### Frühe Embryogenese
Die Frühe Embryogenese (beim Menschen in der dritten Entwicklungswoche) ist die Periode, in der sich der Embryo am schnellsten entwickelt. Es kommt zur Determinierung seiner Achsen durch Bildung des Primitivstreifens. Bei der Gastrulation entstehen die drei Keimblätter, aus denen jegliches Gewebe des Embryos hervorgeht.
Im nächsten Schritt kommt es zur Abfaltung des Neuralrohres (Beginn der Neurulation) und zur groben Anlage jedes Organsystems, die sich dann in der folgenden Zeit der Embryogenese fortsetzt.

#### Bildung des Primitivstreifens
Am 15. Entwicklungstag lässt sich in der Mitte des Epiblasten eine Verdickung der Zellen erkennen – der Primitivstreifen. Dieses bandartige Gebilde erlaubt zum ersten Mal eine räumliche Achsendetermination: Die Längsachse wird festgelegt. Sie beginnt kaudal am haftstielnahen Ende des Primitivstreifens. In letztere Richtung setzt der Primitivstreifen auch sein Längenwachstum fort.
Die Sagittalachse wird durch den dorsal gelegenen Epiblasten und ventral gelegenen Hypoblasten festgelegt.
Nach der Festlegung dieser beiden Achsen fällt es einem leicht, die letzte Achse festzulegen. Stellt man sich die Medianebene vor, welche von den oben genannten Achsen aufgespannt wird, und genau durch die Mitte des Primitivstreifens verläuft, kann man leicht die Transversalachsen finden. Sie sind die zur Medianebene orthogonalen (senkrechten) Achsen. Man kann zum ersten Mal von rechts und links beim Embryo sprechen.
Am kranialen Ende des Primitivstreifens liegt der Primitivknoten. Seine Zellen sorgen für das Wachstum des Kopffortsatzes in kranialer Richtung. Dieses Wachstum wird von der Prächordalplatte gestoppt.
Nach der vierten Entwicklungswoche verschwindet der Primitivstreifen fast vollständig.

#### Gastrulation
Unter Gastrulation (v. griech. gaster „Magen“) wird der Übergang von dem zweiblättrigen Embryoblasten zur Dreiblättrigkeit verstanden. Die Epiblastenzellen der Medianebene falten sich ventral ab und wandern dann zwischen Hypoblast und Epiblast nach lateral. So entsteht der embryonale Mesoblast. Dessen Zellen dringen in den Hypoblasten ein und verdrängen diesen nach lateral. Nach dieser Einwanderung differenziert man Ektoderm (ehemaliger Epiblast), Mesoderm (ehemaliger Mesoblast) und Endoderm (an Stelle des Hypoblasten; ehemaliger Hypoblast).
Das Ektoderm bildet eine epithelartige Schicht zylindrischer Zellen und das Endoderm eine Schicht von kleinen, vieleckigen Zellen.
An zwei Stellen besteht der Embryo nur aus dem Ekto- und Endoderm, hier fehlt also das Mesoderm. Die ist die Prächordalplatte, welche sich zur späteren Rachenmembran differenzieren wird, und die Kloakenmembran.

#### Entwicklung der Chorda dorsalis
Die Entstehung der Chorda dorsalis ist von enormer Wichtigkeit, da sie als Leitstruktur zur Bildung der Wirbelsäule dient und die Abfaltung des Neuralrohres induziert.
Die am Primitivknoten gelegene Primitivgrube bildet den Chordakanal, indem sie sich kranial in den Kopffortsatz hineindehnt. Der mediane Zellstrang aus dem Kopffortsatz verschmilzt mit dem Endoderm und bildet so die Chorda dorsalis. Beim Verschmelzen entstehen zwischenzeitlich Öffnungen, die den Dottersack mit der Amnionhöhle verbinden (Canalis neurentericus).

#### Abfaltung des Neuralrohrs (Neurulation)
Das Ektoderm differenziert sich medial gelegen zur Neuralplatte, während es lateral das Oberflächenektoderm bildet. Induziert durch die Chorda dorsalis faltet sich die Neuralplatte an der Medianebene und bildet die Neuralrinne. Etwa in der Mitte der Neuralrinne verschließt sich diese wieder durch das Zusammenwachsen von Neuralplattenzellen, die so zu Neuralrinnenzellen werden. So entsteht das Neuralrohr. Die übrig gebliebenen Neuralplattenzellen, die Neuralleistenzellen, zwischen Oberflächenektoderm und Neuralrinnenzellen wandern bilateral aus und bilden die neben dem Neuralrohr gelegenen Spinalganglien.
Das Oberflächenektoderm schließt nun dorsal über dem Neuralrohr und den Spinalganglien.

### Weitere Entwicklung
Im weiteren Verlauf der Embryogenese – beim Menschen in der vierten bis achten Entwicklungswoche – findet eine sehr große Vielfalt an Differenzierungen des Gewebes statt, so dass hier zunächst nur die wichtigsten Bausteine der Organogenese dargestellt werden.

#### Somitenentstehung
Die Somiten entstehen aus dem paraxialen Mesoderm. Dieses beginnt sich am Ende der dritten Entwicklungswoche in Somiten zu organisieren. Die Hauptperiode der Somiten liegt zwischen dem 20. und 30. Entwicklungstag. In der Zeit entsteht ungefähr alle 90 Minuten ein neues Somitenpaar. Auch die Somitenbildung wird durch die Chorda dorsalis induziert.
Diese Ursegmente sind nicht mit den Wirbelkörpern des ausgewachsenen Menschen gleichzusetzen. Letztere entstehen genau zwischen zwei Somiten. Es gibt 4 okzipitale, 8 zervikale, 12 thorakale, 5 lumbale, 5 sakrale und ca. 8 kokzygeale Somitenpaare.
Im Laufe der Entwicklung differenzieren sich die Somiten in zwei Segmente, das Sklerotom und das Dermatomyotom. Aus dem Dermatomyotom entwickelt sich unter anderem die Skelettmuskulatur.

#### Krümmungsbewegungen
In der Hauptphase der Organogenese entstehen viele Organe durch Krümmungsbewegung. Eine kraniokaudale Krümmung des Embryos wird durch das schnelle Wachstum des Neuralrohres verursacht. Sie ermöglicht z. B. die Entstehung der Perikardhöhle (siehe Herz#Entwicklung).
Bei der Somitenentstehung kommt es zu einer bilateralen Krümmungsbewegung. Aus dieser Bewegung kommt es zum Schluss des Neuralrohres, der Chorda, des Darms und der Bauchhöhle.

#### Schlundbögen
Bei allen Wirbeltieren entstehen während der Embryonalentwicklung Kiemenbögen. Diese haben jedoch einen Wandel in ihrer Funktion durchlaufen und sollten deshalb besser Schlundbögen genannt werden.
Gewöhnlich besteht ein Schlundbogenapparat aus den Schlundbögen, Schlundfurchen, Schlundtaschen und Schlundbogenmembranen.
Der Schlundbogen selber besteht aus einer Kiemenbogenarterie, einer Knorpelspange, einem Muskelelement und einem Kiemenbogennerven. Ihr Kern ist mesodermalen Ursprungs. Außen werden sie von ektodermalen Gewebe überzogen, innen von endodermalen (Schlundtaschen).
Aus den Schlundbögen entstehen unter anderem der Unterkiefer und die Kaumuskulatur.

## Fetogenese
Ab der 9. Woche (mit dem Anfang des dritten Schwangerschaftsmonats p.c.) beginnt die Fetogenese als Stadium der Entwicklung der Organe (Morphogenese) und der Ausdifferenzierung der Gewebe (Histogenese). Es ist dann schon deutlich eine menschliche Gestalt zu erkennen und die Organe beginnen nach und nach ihre Funktion aufzunehmen.